# Emigdio Benítez Plata
Emigdio Benítez Plata (El Socorro, Virreinato de la Nueva Granada, 1788 - Ibidem, 1816) fue un militar, mártir y prócer colombiano.
Es reconocido por ser coronel de los ejércitos libertadores de Simón Bolívar durante la Independencia de Colombia, por firmar el Acta de Independencia de Colombia, y además por haber sido profesor de Francisco de Paula Santander.

## Nacimiento e infancia
Emigdio Benítez Plata nace en El Socorro en Santander, hijo del también abogado José Antonio Benítez y de Teresa Plata. En 1810 se convierte en vocero de los socorranos ante el virrey y la Real Audiencia, para denunciar las acciones del corregidor José Valdés Posada.
Más tarde participa en la revolución del 20 de julio al igual que vocal de la junta suprema del lado del bando federal actuando como diputado en los congresos. Durante la Reconquista de la Nueva Granada en 1816 es capturado y ejecutado en un rancho en las cercanías de El Socorro.